# Latin Fever (band)
Latin Fever is een New Yorkse salsaformatie uit de jaren 70. De 14-koppige bezetting bestond volledig uit vrouwen; percussionisten Nydia Mata (conga's), Ginger Bianco (trap drums), Annette Lopez (bongo's) en Sue Yeyo Hadjopoulos (timbales), pianiste Carol Parker, bassiste Linda Lopresti, gitariste Bev Phillips, blazers Kathy Cary (trombone), Jean Fineberg (tenorsax, fluit), Ellen Seeling en Trudy Cavallo (beiden trompet) en zangeressen Ada Chabrier, Nancy O' Neill en Rosa Soy.

## Geschiedenis
Latin Fever werd in 1976 opgericht nadat Mata, Bianco, Fineberg en Seeling uit de eveneens vrouwelijke jazzrockband Isis waren gestapt. De dames tekenden een contract bij het prestigieuze Fania-label en namen een album op met pianist Larry Harlow als producer. Larry Harlow Presents Latin Fever verscheen in 1978 en bevatte een mix van salsa, rock, r&b en disco; de negen nummers werden in het Spaans en in het Engels gezongen. Hoewel de single Que Te Pasa Corazon de nummer 1-positie haalde in de Latin-charts brak Latin Fever niet door, vooral omdat vrouwenbands niet serieus werden genomen. In 1980 - toen de hoogtijdagen van de salsa ten einde liepen - hield Latin Fever op te bestaan. 
Op 12 augustus 1994 werd het album op cd heruitgebracht en kwam de band speciaal voor deze gelegenheid nog een keer bij elkaar. Het betrof echter een ongeremasterde versie die in een beperkte oplage verkrijgbaar was.

## Waar zijn ze nu?
- Nydia Mata raakte betrokken bij de oprichting van Retumba; deze band werd gepresenteerd op 8 maart 1981 (Internationale vrouwendag) en was in tegenstelling tot Isis en Latin Fever wel een lang leven beschoren. Retumba haalde, zij het zonder Mata, een bestaan van meer dan 30 jaar.
- Sue Hadjopoulos werd bij het grote publiek bekend als percussioniste van Joe Jackson met wie ze in 2012, na tien jaar, weer op tournee ging. Daarnaast heeft ze ook met andere popartiesten gewerkt en speelt ze o.a. bij Retumba.
- Ginger Bianco heeft jarenlang geen muziek gemaakt; tussen 2001 en 2004 speelde ze in het heropgerichte Isis.
- Jean Fineberg en Ellen Seeling leiden sinds 1998 de Mountclair Women's Bigband.
- Rosa Soy was op Vrouwendag 2013 gastzangeres bij de salsaband Zon del Barrio.